# Metaclazepam
Il metaclazepam (venduto sotto il nome commerciale di Talis) è uno psicofarmaco appartenente alla categoria delle benzodiazepine. È un ansiolitico in parte selettivo con proprietà meno sedative o miorilassanti rispetto ad altre benzodiazepine come il diazepam o il bromazepam.

## Proprietà farmacologiche
Il metaclazepam è leggermente più efficace come ansiolitico del bromazepam, o del diazepam, con una dose di 15 mg di metaclazepam equivalente a 4 mg di bromazepam e se interagisce con l'alcol produce effetti sedativi-ipnotici additivi.

## Effetti collaterali
L'affaticamento è un effetto collaterale comune del metaclazepam ad alte dosi.

## Avvertenze
Si deve usare cautela quando si assume questo farmaco se la paziente è incinta. Nella donna incinta, piccole quantità di metaclazepam e dei suoi metaboliti entrano nel latte materno umano.